# Faesch (Familie)

Wappen von Joseph Fesch als souveräner Fürst, französischer Prinz und Kardinal.

Faesch ist der Name einer Basler Familie, die sich bis ins frühe 15. Jahrhundert zurückverfolgen lässt. 

## Familie
Wahrscheinlich aus dem Breisgau stammend erlangte die Familie Faesch 1409 das Basler Bürgerrecht und gehörte ab 1494 durch Einsitz in den städtischen Rat der Oberschicht an. Ab Mitte des 16. Jahrhunderts und bis Ende des 18. Jahrhunderts waren die Faesch stets mit einem Familienmitglied in den obersten Stadtorganen vertreten. Die Familie wurde 1563 von Kaiser Ferdinand I. geadelt.

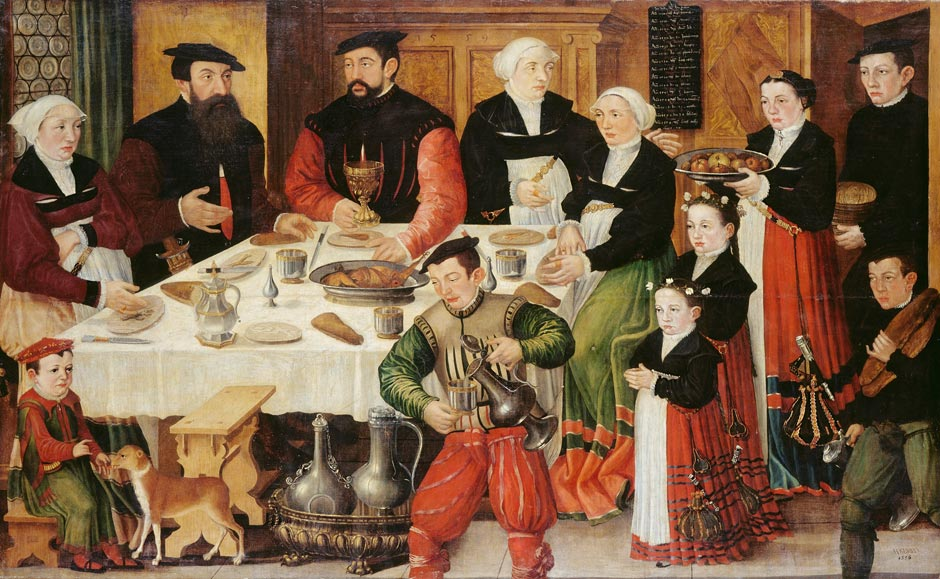
Bildnis der Familie des Basler Zunftmeisters Hans Rudolf Faesch und der Anna Glaser (1559), Hans Hug Kluber, Kunstmuseum Basel

Die ständige Zugehörigkeit zur Basler Elite geriet nicht zuletzt dank einer geschickten und glückhaften Heiratspolitik. Über die Heirat des Franz Faesch, Offizier auf Korsika in genuesischen Diensten, mit der Witwe Ramolino, verbanden sich die Faesch sogar mit der Familie Bonaparte. Die Tochter Letizia der Witwe Ramolino aus ihrer vorangegangenen Ehe wurde die Mutter Napoleons, der Sohn Joseph Fesch aus ihrer nachfolgenden Ehe mit Franz Faesch wurde dessen Onkel. Dieser machte eine bedeutende Karriere und wurde nach dem Übertritt zum katholischen Glauben Kardinal und Erzbischof von Lyon. Er wurde außerdem französischer Botschafter in Rom, Senator und Graf, erhielt 1806 die Range eines souveränen Fürsten, wurde 1807 französischer Prinz, wurde 1815 Pair von Frankreich und dann römischer Prinz.
Mitte des 17. Jahrhunderts waren die Faesch die reichste Familie in Basel, ihre zuvor gegründete Familienstiftung besteht immer noch. Das von dem Juristen, Universitätsrektor und Kunstsammler Remigius Faesch angelegte „Museum Faesch“, eine typische Kunstkammer des 17. Jahrhunderts, bestand als Fideikommiss bis 1823; dessen Sammlungsteile kamen in den Besitz der Universität Basel und wurden wie zuvor schon das Amerbach-Kabinett zu Kernbeständen der staatlichen Basler Museen.

## Weitere Familienangehörige
- Remigius Faesch (um 1460–1533 oder 1534), Baumeister der Spätgotik
- Christoph Faesch (1611–1683), Historiker
- Sebastian Faesch (1647–1712), Jurist und Numismatiker
- Johann Rudolf Fäsch (1680–1749), kursächsischer Architekt, Architekturtheoretiker und Ingenieuroffizier
- Isaak Faesch (1687–1758), Kaufmann und Gouverneur der Niederländischen Antillen 1740–1758[1]
- Georg Rudolph Fäsch (1711–1787), Sohn von Johann Rudolf Fäsch, sächsischer Generalquartiermeister, Direktor des Militär-Oberbauamtes, Chef des sächsischen Ingenieurkorps, Generalmajor[2]
- Johann Jakob Faesch (Kaufmann) (1732–1796), Offizier in niederländischen Diensten, Kaufmann, Plantagenbesitzer in Suriname und Politiker
- Johann Jakob Faesch (Theologe) (1752–1832)
- Johannes Faesch (1779–1856), Kaufmann und Bürgerworthalter
- Jules Faesch (1833–1895), Ingenieur
- Caroline Weldon, geb. Faesch (1844–1921), amerikanische Bürgerrechtlerin[3]
- Emil Faesch (1865–1915), Architekt